# Doddamandiganahalli, Hassan
Doddamandiganahalli là một làng thuộc tehsil Hassan, huyện Hassan, bang Karnataka, Ấn Độ.